# AIR角色列表
《AIR》是一款日本視覺小說遊戲，後來也延伸推出了漫畫與動畫作品。玩家在遊戲中所扮演的角色為年輕男主角國崎往人，他為了能夠尋找到母親所提的「天空中的女孩」而於日本各地流浪，過著不斷從一個小鎮移動到另外一個小鎮的生活。但由於只能仰賴用法術操縱自己手邊玩偶的表演赚取金錢，也一直以來過著貧困的日子。在這樣的情況之下，當他受到別人刺激時往往會表現出極為幼稚的行為。儘管與他人第一次見面時總是不願意相信對方的品德，但是往人仍然盡可能幫助自己周邊有需要幫助者，不過也常常煩惱如何赚取更多的金錢來支應旅費與生活費。之後他便在故事「DREAM篇」中的小鎮遇見了《AIR》女主角之一的神尾觀鈴。當觀鈴一開始熱情地嘗試接近往人並提議兩人成為朋友一起遊玩時，往人原本認為觀鈴背後應該另有陰謀而不理會她，但是最後仍然接受觀鈴的建議一同生活在一起。觀鈴本身是一名性格開朗但內向、在行動上略顯笨拙且天真的高中少女，平常喜歡到海灘上凝視著夕陽正在落下的天空，而在晚上睡覺時經常會夢見自己正在天空中飛翔的夢境。由於在溝通的表現上並不理想，觀鈴更希望直接找朋友一同遊玩簡單的遊戲。當觀鈴感到困擾或者難過時往往會下意識發出「嗄喔」的聲音，而這個習慣是童年時候模仿恐龍叫聲而來的。
往人與觀鈴見面之後還陸續遇到其他女主角，分別是霧島佳乃與遠野美凪。佳乃是一名總是精力充沛、十分頑皮的女孩，平常會向他人說出一些十分育含有哲理的句子，但也十分相信各式各樣古怪的傳說。而佳乃的右手手腕上便繫著黃色絲帶，並且相信當她長大後解開絲帶便能夠使用魔法。佳乃與觀鈴就讀同一所學校，並養了一隻名叫作土豆的可愛流浪狗，特別的是二者能夠直接以特殊叫聲回應，像朋友一般地溝通。往人最後遇到的女孩子美凪則是與觀鈴就讀同一個班級的優秀學生，在學校裡則是一名個性內斂且文靜的少女。美凪平常總是一個人做自己的事情，並且習慣緩慢地與他人對話且以贈送米券的方式來感謝他人。她在跟往人認識前只有小滿這個極為活潑的朋友，平時兩人會一同在小鎮廢棄的火車站前吹肥皂泡。
另外還有其他重要配角在3名女主角故事中出現。這包括觀鈴的小姨暨法定監護人神尾晴子，儘管晴子只是觀鈴親生母親的妹妹，但對於觀鈴而言就如同她的母親一般，然而由於害怕觀鈴最後會遠離自己，晴子總是抱持著冷淡的態度來照顧觀鈴。另外還有則是小鎮上唯一一家診所的主治醫生，同時也是佳乃姐姐的霧島聖，霧島聖在兩人父母親事後便一直像母親般照顧着佳乃。最後一個重要配角則是美凪的好友小滿，平常他就像妹妹一般跟在美凪的身旁，但是面對與自己意見不合的往人則常常使用暴力應對。而在《AIR》之中還有2隻動物作為小角色出現，包括佳乃所飼養並且將牠是為好朋友的奇怪流浪狗土豆，以及觀鈴在「AIR篇」故事之中撿來作為寵物的烏鴉空。
而在「SUMMER篇」的故事中也有3名生活在1,000年前日本封建時代的人物，這包括少數年輕的翼人後代神奈備命，但是由於擔心她的力量造成破壞，朝廷雖然是以貴族般的待遇照顧，但實際上則是想藉此來實施軟禁。在得知備命想要出去外面尋找自己的母親後，因此作為她的守衛之一的武士柳也和正在學習法術的女官裏葉便協助她脫離軟禁，但是他們在旅程最後遭到朝廷追兵攻擊時只有柳也和裏葉倖存。

## 主要角色

視覺小說《AIR》的男主角國崎往人。

國崎往人（聲：綠川光（遊戲、電影廣播劇）；小野大輔（電視動畫日語配音）；維克·米洛拿（英語配音））
身高：185cm。體重：68kg。
為遊戲中玩家所扮演的男主角，同時也背負了從家族傳承近1,000年的、嘗試尋找並解救「天空中的女孩」的使命而獨自流浪着。他從母親逝世前學到藉由法術來操縱玩偶的特殊能力，藉由表演玩偶來維生並在日本各處旅行著。自童年時便不斷聽到母親講述「天空中的女孩」的故事，但是流浪至今反而沒有一直全身心投入其中，有的時候也會在某處稍加停歇。在故事之中他是柳也與裏葉的家族後代，同時也暗示說他是柳也的轉世。
儘管神尾觀鈴曾經說他的眼神十分兇狠，但實際上本人內心極為善良，性格則十分直快。喜歡吃的食物是拉麵套餐。不過雖然以「旅人」自稱但實際上多是過著別人幫助的生活，也因此總是對食物有著極為敏銳的反應；當往人空腹時甚至能夠直接吃下大如保齡球的飯糰，但吃完飯後總是過沒多久又餓了起來。由於幼年便到處旅行的緣故，他在某些時候會顯現出缺乏常識的一面，不過很多時候都能夠藉由理性判斷來解決問題。
在《AIR》的故事中往人於海邊小鎮上認識了神尾觀鈴，儘管一開始飢餓的他對於在旁邊不斷提問的觀鈴感到不耐煩，但是在拉麵的誘惑之下仍然跟著觀鈴回到她家中，在說服觀鈴姑姑神尾晴子後往人便決定暫時寄宿在觀鈴家。並陸陸續續與霧島佳乃和遠野美凪結為朋友；其中在故事裡往人不但成為美凪天文部的社員，同時也在霧島聖的診所中擔任工作人員。往人也與神尾觀鈴成為感情深厚的朋友，但是他們一起渡過快樂時光並且成為朋友反而讓觀鈴的「疾病」更加惡化，在得知這件事情後往人決定離開觀鈴身旁。但是在坦承自己仍然十分喜歡觀鈴後便改變心意回到觀鈴身邊，並其求能夠有一個機會改變這一切。在故事最後往人獻出自身並完成了拯救觀鈴以及神奈靈魂的使命。動畫版最終話尾聲追加在海灘為故事作結語的男孩與女孩看見往人和觀鈴的幻影。
《AIR》電影版則將往人與觀鈴之間的關係作為故事重點且有所修改。往人有著年齡更大的外表，且在個性也有一種接近憤世嫉俗的態度。其中往人為了迎接小鎮的慶典而來到小鎮進行準備，而在故事中往人也提到他並沒有要特意偽裝成一個歡樂的家庭，這也暗示着自己的家庭生活本來就十分艱難。在電影版本之中更加強調往人是柳也的轉世，同時與觀鈴的關係也變成更為公開的戀情，而在故事最後往人坦承他愛上觀鈴並且於結尾附近接吻。
神尾觀鈴（聲：川上倫子／真田麻美〔鍵等〕（日語配音）；莫妮卡·里亞爾（英語配音））
角色曲：《夏影 -summer lights-》
生日：7月23日。星座：獅子座。血型：O型。身高：159cm。體重：46kg。三圍：B83/W55/H82。
為遊戲中最為重要的女主角，一千年前平安時代末期的最後翼人族後裔神奈備命的靈魂轉世，同時也是國崎往人在海邊小鎮的堤防上第一個遇到的15歲女孩。她與往人成為朋友並邀請他住在自己寧靜的房屋中。先前與作為養母的姑姑神尾晴子兩人一同生活著，而觀鈴的親生母親則是在小時候便逝世了；儘管晴子從觀鈴父親手中接下照顧的責任，但晴子工作繁忙使得觀鈴往往要自己在家處理一切家務事。觀鈴平時性格開朗樂觀，對於每個人都抱持友好態度，但是在現實世界中生活著卻常常感到不適應，甚至有點感到悲傷與孤獨。然而當她真的感到十分難過時，往往會不斷表現自己開朗的一面作為掩飾。而在遇到麻煩、抱怨或者不高興時經常模仿恐龍的叫聲、而習慣性發出「嗄喔」（ガオ）的聲音，不過這個習慣則是被晴子禁止，且後者也拜託過往人在發出這獨特口頭禪時要立即喝止。觀鈴從小就十分喜愛恐龍，認為牠們逐一滅絕的故事讓人難過但卻很「浪漫」，小時候甚至把小雞當成黃色恐龍的孩子，而家裡也收藏了許多恐龍玩偶等等獨特的商品。喜歡在小鎮某處武田商店前的神祕自動販賣機買飲料喝，最喜歡的飲料則是裡頭販賣的「黏稠濃厚桃子口味」（どろり濃厚 ピーチ味）果汁。雖然成績並不錯，但是由於缺課過多而必須參加暑假的補修。
在《AIR》故事中的夏天，她突然決定不論如何也要交到朋友，但一直到暑假快結束時才與作為旅行者的往人提議兩人能夠成為朋友。然而往人在小鎮內住上幾個星期後，往人得知觀鈴在在快要和他人成為朋友時會止不住哭泣，受到這種怪病的影響也使得觀鈴時常不能上學，並一直希望能夠與他人成為朋友。之後當她愛上往人後病情便更加惡化，但這一部分原因也是受到作為翼人後裔的神奈備命逝世前被朝廷佛教僧侶施加的詛咒。由於觀鈴正常人的身體並無法負荷大量翼人持續傳承的記憶內容，這也意味著觀鈴一出生便註定要早死。稍後觀鈴与如同真正母親的姑姑晴子關係漸漸轉好，但是不久之後觀鈴便於海灘旁在晴子懷中死去。在遊戲中最後的好結局觀鈴仍然會逝世，不过最後在字面上提到由於與往人渡過的時光和觀鈴自己的努力而成功解除了神奈備命的詛咒。然而在漫畫的結局之中，觀鈴則是在自己最後的夢中則感謝往人的努力。
在《AIR》的電影版故事之中，觀鈴與晴子之間的關係反而更加親密了許多。不過在電影版之中觀鈴已經較少顯現出自己不成熟的一面，也更加大膽的勇於面對她對於往人不斷增進的感情，而在電影的最後還給他一個吻。觀鈴所得到的「怪病」也進行了修改，在電影版之中這一怪病不是讓觀鈴不由自主地流淚，而是設定為當她感受到對於他人的愛時，將會陸陸續續感染上包括身體乏力、嘔吐、發燒等等不同程度的症狀穩。疾病使得觀鈴在學校上一學期的課程中缺席，儘管晴子不斷密切觀察她的病情狀況，然而往人發現晴子細心準備的大量處方對於觀鈴病情並沒有效果。
霧島佳乃（聲：岡本麻見／武田彩良〔鍵等〕（日語配音）；斯蒂芬妮·維特爾斯（英語配音））
角色曲：《小水窪 -puddle-》（水たまり -puddle-）
生日：6月12日。星座：雙子座。血型：A型。身高：156cm。體重：45kg。三圍：B82/W53/H80。
為國崎往人在橋上遇到的第二位女孩，同時也是霧島聖的妹妹。平時是一名右手手上繫著黃色絲帶的聰明且開朗的可愛少女，她自封自己為「閒閒星人1號」；她有著有許多同性朋友，有時候也會以「友人1號」或者是「隊員2號」等等職位來稱呼，不過自己也常常會將這些職位弄混淆。佳乃擔任學校的飼育員，並且與平時跟在一旁的白色流浪狗土豆關係十分良好，兩者甚至能夠以「Piko」（ぴこ）這一聲音來相互溝通。佳乃的母親在生下她後便逝世，而父親也在出生不久因故死去，這使得她的姐姐霧島聖成為唯一一名家人。兩人一同住在位在小鎮繁忙市區的診所內，之後往人也來這裡工作以赚取生活費。佳乃在烹調食物時儘管食物外表並沒有問題，但是實際嚐味道時卻十分糟糕，這使得姊姊霧島聖一手負責了所有的家務事。
在佳乃的故事情節中暗示在遊戲中的虛構世界有3種超自然能力，其中2個為往人本身所有的特殊能力，另外一個則為往人不斷尋找的背後有翅膀的女孩。佳乃相信姊姊霧島聖從小對她所說的只要不把手腕上繫著的黃色絲帶取下來，長大之後便能夠使用魔法，也因此佳乃無論什麼時候都不會解下絲帶。此外就像其他《AIR》的女主角們也一直夢想能夠在天空中飛翔，這讓往人懷疑佳乃就是自己所要找到的女孩。不過佳乃之所以想要在天空中飛翔，是因為霧島聖告訴她母親正在天空中看著她們兩人。
在與佳乃相處的過程之中，往人發現佳乃有時候會出現十分奇怪的舉動或者話語。第一次出現是往人將佳乃交給霧島聖照顧，然而後者只不過敷衍往人。到了第二次往人則是在神社找到佳乃，但隨後她便勒住往人的脖子，差點令他窒息而死，此後佳乃就像先前一樣再度昏倒。之後霧島聖回憶佳乃詛咒第一次發作時，是在一次夏季祭典時姐妹兩人偷跑進神社內部且佳乃找到了一根羽毛。佳乃之後想將羽毛拿起來觀察，但在這之後霧島聖發現佳乃開始不斷與自己談起有關在天空飛翔的事情。儘管霧島聖本身不相信任何魔法或者是超自然現象，但是她發現自己妹妹時常有異常舉動，甚至一度危及自己的性命，為了防止因為佳乃再度因為情緒不穩而有自殺的念頭，她在佳乃手腕上繫著黃色絲帶並且虛構一個能夠使用魔法的故事，並藉由約定不能將絲帶解開的方式來避免佳乃情緒不安。
另外佳乃希望以後如果能夠見到母親的話要跟她道歉，因為她認為自己的母親就是因為生下自己後不久而死去的。然而往人告訴佳乃任何人的母親都不希望見到自己的女兒因為她的死亡而痛苦，他並說應該是要向生下自己的母親說：「謝謝你。」後來在一次瀕死經驗中佳乃看見自己母親的身影並向她致謝，自此她也不需要手上一直繫著黃色絲帶。而在佳乃路線的故事最後則有不同的結尾，在遊戲版本中她自己將絲帶贈與給往人並要他綁上，而在動畫版本中則是解開絲帶並讓它飛向天空中。
遠野美凪（聲：柚木涼香（日語配音）；基拉·文森特-戴維斯（英語配音））
角色曲：《虹 -prism-》
生日：12月22日。星座：射手座。血型：A型。身高：169cm。體重：48kg。三圍：B85/W58/H84。
國崎往人在舊車站遇到的第三位女孩，同時也是觀鈴的同年級同學，其在學校的學習成績極為頂尖。她是一名十分善良、隨和又擁有母性的少女，平常總是安靜且依照自己的步調來處理問題。雖然她沒有像觀鈴或者是佳乃般總是充滿著活力，但是她仍然是被周遭的人孤立。一直到與往人相見之前，她唯一的好友便只有神秘少女小滿一個人。她的父親過去是一名經常出差的火車售票員，但是後來與美凪的母親離婚。
在與往人談論事情時總是慢條斯理地低聲回答，且常常回答一些模糊的答案，不過在評論時總是能夠精準的進行分析。十分擅長烹飪與裁縫，個人愛好是閱讀書籍和天文觀測；平時則會花時間與小滿在廢棄火車站旁遊玩，她也經常為小滿做便當。她也是學校天文部的部長，不過實際上天文部就只有她一個人，她自己則表示這叫作「少數精英」，後來她也硬拉往人成為天文部的社員。能夠輕鬆吃下大量食物，其中又以米飯最為喜愛。自己身上也隨時以許多寫著「進呈」並裝有著米券的信封，有些時候也會將其贈送給往人使用。
與對其他女孩一樣，往人一開始懷疑美凪就是「天空中的女孩」，但是後來證明這個想法是錯誤的。後來往人發現美凪有一個一直隱藏的秘密，美凪母親過去原本要生下名叫作「小滿」的第二個孩童，然而最後因故流產。由於從小美凪就喜歡跟在擔任火車站站長的自己父親身旁，因此美凪的母親一直希望生下第二胎來陪伴著自己，但是在嬰兒死亡而希望落空後反而罹患了精神病。在對於尚未出生的「小滿」的強烈思念下，她開始將美凪作為「小滿」來看待，這也使得美凪的父親最後決定與她離婚。
隨著精神疾病的惡化，美凪母親的心中已經全然不認得美凪的存在。之後儘管她已經坦承自己原本所要生下的「小滿」流產，但是這反而讓她在心裡面認為自己不曾有過女兒，使得她不但不承認美凪是自己的孩子並把她趕離家中。往人在學校頂樓上發現為此深深困擾的美凪，而後者也將自己的生命比喻為是別人的夢想的一部分。而當美凪說她就像一名背後有著翅膀卻無法翱翔的人般，使得往人強烈懷疑美凪就是她正在尋找的女孩。往人隨即邀請美凪兩人一同離開小鎮，這樣後者便能夠了解到更廣大的世界。起初美凪接受往人的提議，但是當往人把她帶到自己家中並與自己母親相見後，美凪的母親看見兩人隨即重新回復自己與美凪相處的回憶，最後兩人快樂地擁抱在一起。事後美凪則感謝往人幫助母親恢復記憶並且一直陪在她身邊。
原本小滿一直避免去美凪的家中遊玩，然而在美凪的母親逐漸恢復正常後小滿決定要去美凪家作客。美凪的母親一開始聽到自己女兒的朋友也叫作「小滿」時稍微愣了一下，但隨即便歡迎她成為美凪的好友。稍後美凪與往人約到學校屋頂，卻看見小滿站在屋頂的邊緣。小滿表示自己的過去並不存在，相反的小滿實際上是為了應合美凪的精神狀況而出現的。由於小滿看見「天空中的女孩」並且希望能夠讓她取得微笑並將她自詛咒中解放，因此出現在小鎮中以陪伴另一個悲傷且孤獨的女孩美凪，但是現在美凪已經不需要有她的存在。美凪試圖要將小滿繼續留在身邊，但最後仍只能眼睜睜看著自己最親密的朋友消失在天空中。之後美凪收到搬到他處並與另一名女子結婚的父親來信，原來她的父親已經再婚並且有另外一個女兒，因此希望美凪有空能夠過去看看。美凪決定要去前往父親的新家庭中，看見一名同樣被命名為「小滿」，而且外表也酷似美凪所認識之小滿的女孩。

## 次要角色
神尾晴子（聲：久川綾（日語配音）；露茜·克里斯汀（英語配音））
生日：11月3日。星座：天蝎座。血型：B型。身高：168cm。体重：48kg。三围：B88/W57/H85。
神尾觀鈴的養母暨小姨，同時也被觀鈴視為自己親生母親般看待。跟觀鈴其悠閒的個性完全相反，晴子有著極為豪放磊落的性格與作風。平時說話常有關西腔，十分喜愛飲酒但又容易喝醉，也常常要往人陪他一起喝酒；喜歡在工作結束後飲酒，駕駛機車的技術十分糟糕，也經常在飲酒之後還繼續超速駕駛，因此常常直到撞到房屋後才能夠讓車子停止下來。對於自己不是觀鈴的親生母親感到十分在意，因此雖然在内心上十分喜歡且如對待自己孩子般關心觀鈴，但表面上卻不斷嘗試刻意保持距離，且不斷害怕有一天觀鈴會離開自己。然而在故事的後來半段，她開始對觀鈴更加親密且更加細心的照顧，並希望能挽救她的性命。
在遊戲「DREAM篇」以及動畫版本中晴子都呈現出一種不負責任的態度，甚至她也坦承自己對於觀鈴而言並非最好的母親角色。不過在電影版本之中晴子則在一開頭便和觀鈴處於極為親密的關係。在故事中晴子都十分關心觀鈴的感受，而在電影版本中甚至還細心紀錄觀鈴的體溫和健康數據，並且將這些資料交給小鎮的家庭醫生霧島聖判讀「病情」。而在得知觀鈴的病情又再度惡化後，情緒緊張的她也慌亂中要求觀鈴的父親帶她接受更佳的治療。
在電影版本中原本晴子已經準備答應觀鈴一同參與祭典活動，甚至特別準備了給觀鈴穿上的恐龍圖案的浴衣，不過因為觀鈴的父親在極為突然的情況下決定帶走觀鈴。為了安撫觀鈴混亂的情緒，晴子便故意說觀鈴的病況已經讓她處理不來、並且拒絕觀鈴繼續作自己的女兒，但看著兩人離開後晴子隨即崩潰且流下眼淚。不過之後觀鈴便消失在父親的車上且失去蹤跡，著急的晴子馬上在小鎮各處尋找觀鈴且要求本來想離開的往人幫助。最後在小鎮的寺廟中找到觀鈴後，晴子便將她帶回到家裡照顧。而在動畫版本中，則是晴子的父親主動要接走觀鈴回去照顧，而晴子則苦苦要求讓觀鈴與自己再相處三天，最後反而促使觀鈴和晴子接受彼此母女的關係並緊密擁抱著。在動畫最後段落之中兩人的關係變得如同母女般的親切，最終觀鈴則以自己的雙腳嘗試走到晴子懷抱後死去，晴子則在事後表態希望過著和許多家人相伴的生活，決定辭去目前的工作轉任鄰近的日間照顧中心。
霧島聖（聲：冬馬由美（日語配音）；克莉絲汀·奧滕（英語配音））
生日：1月3日。星座：摩羯座。血型：AB型。身高：172cm。体重：50kg。三围：B87/W59/H86。
佳乃的姊姊，而在雙親逝世後也負責照顧自己的妹妹佳乃。由於相信佳乃受到某種疾病的影響而有異常舉動，因此努力通過醫生培訓期望自己能夠醫治佳乃的病情；自己也另外開設了霧島診所來醫治小鎮上的病人，並在《AIR》的故事中聘請國崎往人來診所擔任助手一職。在自己的妹妹佳乃一度嘗試自殺時，則特意在她手上綁著絲帶期望能夠阻止之後有類似舉動出現，之後努力隱藏佳乃奇異的舉動。儘管平日性格極為冷靜沉著，對於自己唯一的家人佳乃非常溺愛與重視，面對有可能對佳乃造成威脅者則會直接抱持敵對之意。平常身上會穿著上面寫著「通天閣」3個大字的便服，而儘管不是外科醫生但仍經常會在身邊藏著手術刀；除了作為緊急時的武器外也拿來當作各式工具的替代品，不過有時候也在心情不好時拿來嚇唬往人。只要佳乃想要做什麼事情都會盡可能達成，在不會理會他人觀感的情況下強迫往人準備包括流水素麵和煙火大會等事情，而在這時候她的語氣也會十分激動。而在電影版本中她則成為了神尾觀鈴的諮詢醫生，除了觀察觀鈴的病況之外也提供意見來嘗試醫治之。
小滿（聲：田村由香里（日語配音）；塞雷娜·瓦吉斯（英語配音））
角色曲：《瓢蟲 -bug walk-》（てんとう虫 -bug walk-）
生日：不明。血型：不明。身高：145cm。体重：39kg。三围：B72/W49/H70。
是一個看似沒有居所、總是充滿精神與活力的小孩，但除了在舊火車站相識多年的美凪以外並沒有其他朋友。平時喜歡吹肥皂泡作為娛樂，有時會發出（wap）和（nyowa）這類可愛聲音，另外在與往人講話時常常是直接稱呼名稱。在第一次與往人見面後兩人便開始吵架，喜歡以踢擊的方式攻擊往人的腹腔神經處使之無法動彈。在美凪故事劇情中小滿扮演著極為重要的角色，實際上小滿是由神奈的羽毛加以幻化而來，是為了彌補美凪的夢才存在的女孩，而這也與美凪母親在準備生下第二個女兒時流產有所關聯。而在故事中也提到她與「天空中的女孩」相見過後也決定想要幫忙化解詛咒，因此回到地表並且找到同樣悲傷的孤單女孩美凪。也因為這層緣故，當美凪在邀請小滿回家一同享用餐點時小滿總是有著奇怪反應。而在美凪母親記憶回復並且克服流產所帶來的身心傷害後，不再被需要的小滿便在學校屋頂含淚告別，之後在往人與美凪眼前重新化為羽毛消逝在天空中。巧合是之後美凪其離婚過後與另外一名女性結婚的父親寄信給美凪，詢問是否要看同父異母的妹妹。其中這位妹妹除了也取名為小滿外，同時外表也僅比美凪原本「夢」中所創造的小滿年小一些。

## 過去角色
神奈備命（聲：西村千奈美（日語配音）；辛西雅·馬丁內斯（英語配音））
角色曲：《月童 -moon child-》
生日：11月18日。星座：天蝎座。血型：AB型。身高：157cm。体重：40kg。
1,000年前生活在平安時代正歷末期繼承了「翼人」血統的末裔，同時也是正歷5年（994年）時最後一名翼人，神尾觀玲千年前的前世。常被直接稱作「神奈」，其兩肩擁有著一族所傳承的一對巨大翅膀。儘管因為被視為神的使者而備受崇拜，然而朝廷則以守護的名義將其軟禁於神殿之中。也由於過往人們對於翼人的能力帶有著恐懼，這使得其一出生便居住在偏遠地方以遠離普通民眾。經常以古代男性的自稱詞「余」來稱呼自己，同時其說話的話語也十分的獨特。除了柳也和裏葉願意以誠摯的態度交談外，周圍一般的隨從則是陽奉陰違；而作為最後一名翼人的她只能夠冷靜地面對其悲慘的命運，不過其實際的個性為一名傲嬌角色。在「SUMMER篇」中在與柳也相識後不久便和裏葉三人一同逃出軟禁生活，並且希望能夠看見被拘禁在遠方的親生母親。
雖然對於外面的世界了解並不夠多，但是仍然努力學習丟沙包，並且希望有一天在和母親相聚後能夠表現一番。而在旅途的過程之中，她也逐漸對於保護自己的柳也有了感情；甚至在柳也在一次戰鬥中受傷後便曾向其告白並且脫下和服露出肩膀與胸部，不過柳也在發現神奈連最基本的關於性行為的知識都並不太清楚時，反而轉移話題並且呼喚在旁邊偷看的裏葉。而在故事後半段神奈為了保護遭到包圍的柳也等人能夠成功逃出靈山，而自己一個人飛向天空以犧牲自己換取注意力。但是在天空中逝世的神奈則由於受到佛教僧侶的所施放的法術影響，使得其將會不斷轉世並且遭遇痛苦。這也使得柳也決定和裏葉共組家庭並產下後代，希望他們的後裔總有一天能夠化解詛咒。
柳也（聲：神奈延年（日語配音）；傑伊·希克曼（英語配音））
作為保護神奈備命所居住的神殿警備隊長，但其實際的目的是擔任監督翼人動態的隨侍。過去曾有一段日子是過著浪人的生活，而在「SUMMER篇」之中其為官位正八位下的左衛門大志，而在電腦版本之中則特別稱呼其為「隨身」。由於幼年時期艱苦的經歷使得他養成自己照顧自己的習慣，而在多次實戰中也培養出極為優秀的劍術。儘管周遭的同事大多害怕翼人的存在而表現十分敬畏的態度，但是柳也則對於原本應該是其主人的備命並沒有任何膽怯，反而願意流露出自己真摯的情感來談話。後來在得知神奈之所以要轉移到其他神社是因為有其他陰謀，看不下神奈境遇的柳也決定與裏葉一同帶領神奈離開神社，一同前去尋找神奈的母親。到「SUMMER篇」最後發現神奈因為僧侶的詛咒而接受永無止盡的轉世、痛苦與死亡時，發誓要花費自己終生設法找到解除詛咒的方法。之後則和裏葉結婚並且希望能夠生下孩子來找到方法化解詛咒。不過裏葉在故事中則預言表示，同樣受到詛咒影響的柳也將會在一年之後死去。在設定上他除了為國崎往人的祖先外，同時在個性上也與後者十分相似。
而在《AIR》電影版之中則是設定為他是神奈的情人，而與裏葉之間則沒有存在著明顯的愛情成分。而在外觀上也與遊戲和動畫有有很大的差別，在電影版之中除了柳也的頭髮樣式與髮色不一樣之外，同時在性格上則更為的內斂。而在劇情部份為了因應電影版的修改要求，改成在巡邏中看到了神奈後開始密切地與後者共同遊玩，最後為了達成神奈想飛上天空的心願而不顧之後的懲罰而帶著神奈離開，但是最後在看見神奈成功飛向天空後遭到長矛刺中而死亡。另外在電影中版本中柳也能夠將其劍術與操縱物品的能力加以混合，能夠藉由法術控制陀螺在刀尖上移動或者跳躍；這在平常除了能夠逗弄神奈開心外，在戰鬥之中亦可以協助殺敵。
裏葉（聲：井上喜久子（日語配音）；艾利森·薩姆羅爾（英語配音））
神奈備命的女官，平時總是保持自己的步調處理問題，不過也使得他人很難了解她的真心。為神奈最忠實的的隨從之一，平常善解人意的她也會與神奈一同玩樂。在故事中跟著神奈和柳也一同尋找神奈的母親，而在此時儘管裏葉自己有著強大的法術能力卻不自知，不過在故事中仍多次用敏銳的觀察力與第六感多次幫助一行人。在神奈逝世後決定磨練潛在力量並且試圖解除詛咒卻失敗，最後和柳也成為夫婦以讓後代得以繼續努力嘗試，並且讓1,000年前的故事不斷傳承下去。本身所練習的法術也經過許多世代而不斷傳承下來，之後國崎往人操縱玩偶的特殊能力也是來自於此。
神奈的母親（聲：潘惠子）
同樣是翼人之一，有著「八百比丘尼」的稱號。曾經因為其強大的力量而被視為古日本的兵器，然而由於遭到死前士兵的詛咒而被視為不詳的象徵，最後囚禁於紀州靈山。在被解救出來後仍覺得自己很汙穢而拒絕與神奈備命親近。在跟隨神奈、柳也和裏葉逃出靈山的過程中被亂箭射殺，死前教導了神奈一句咒語，並且也把一切的詛咒交給神奈處理。
白穗（聲：牧島有希（遊戲））
八雲的母親，与神奈備命是同一个时代的人物。在偶然情況下得到可能是神奈的羽毛而遭到驱逐，之後便带着孩子八雲一同逃到海边小镇。但是在故事之中仍被迫要把孩子献祭给神明，为了能夠挽救孩子生命而決定割腕自杀，其强烈的思念則被灌注在羽毛里而封存在神社長達1,000多年。在同样強烈思念母亲的霧島佳乃接触到羽毛後，白穗的人格便寄宿在佳乃身上并不时侵占她的意识。
八雲
白穗的孩子，其右手手腕有一个天生的胎记，因此被眾人认为是不祥的预兆，甚至將其稱為带来灾难的孩子。

## 其他人物
橘敬介（聲：三木真一郎（遊戲、電影）；津田健次郎（電視動畫））
觀鈴的親生父親，同時也是晴子的姐夫。因為擔心觀鈴的病情而把她寄養在晴子家裡，偶爾在觀鈴生日時會前往神尾家拜訪。他能夠操持標準日語（東京音）和關西話，在故事之中則趁著生日的機會與晴子商討將觀鈴接回來扶養一事；不過在看見觀鈴激烈的反應和跑向晴子且哭喊著「媽媽！」後了解到兩人之間有著密不可分的羈絆，因此決定讓觀鈴繼續和晴子一同居住。
志野彩香（聲：金田朋子）
从医院里溜出来的孩子，被往人称作“微缩版觀鈴”。
美凪的母親（聲：山本百合子）
在一次流產之中受到極大打擊，於是便陷入了自欺欺人的夢境之中，將長女美凪當作了未能出生的次女“小滿”，一次的夢境之中，夢見了次女流產的景象，在接受了次女流產的事實之後，卻也跟著懷疑了長女的存在，變成了沒有女兒的人，經由往人的協助，終於和長女相認，也和由羽毛化成的次女相識。
往人的母親（聲：永島由子）
一樣有世代傳承着操控人偶的能力，並且從小賦予往人找尋天空女孩的使命。

## 動物
土豆（Potato，聲：今野宏美（日語配音）；蒂凡尼·格蘭特（英語配音））
被國崎往人稱之為「白色的謎之生命體」的流浪狗，可以理解人類的語言。與同樣住在小鎮的佳乃關係極為親密，其中兩者在某些方面的興趣十分相近，同時對於往人的人偶表演也十分感到有趣。無論是在視覺小說或者動畫版本中土豆經常會穿插其中，不過其主要是擔任次要的角色存在。經常會發出「Piko」（ぴこ）的聲音來與他人溝通，有時候也會發出「Pika」或「Pikori」來表達不同情緒。經常用身體撞擊往人的身體，其優秀的回家的本能與強韌的生命力也讓往人十分驚訝。而在電影版中儘管土豆並不會以實際的角色出現，不過亦在一齣觀鈴於早上時在電視上轉到的動畫場景中客串演出。
空（聲：小野大輔（電視動畫日語配音）；維克·米洛拿/傑伊·希克曼（電視動畫英語配音））
觀鈴在與國崎往人相遇的同一天所撿回來飼養的巨嘴鴉雛鳥，從「DREAM篇」開始住在神尾家、「AIR篇」則是以其觀點來察看整個故事。在故事之中空主要是作為一個次要角色存在，但是到了某些段落則轉為引起故事改變的契機，包括發現往人失踪的木偶或者是引導晴子在神社找到原本打算送給觀鈴的恐龍玩偶。一直到「AIR篇」中才提到空原本是往人將「如果時間能重來一次，他一定會一直陪伴觀鈴」的願望寄託給人偶後，期望能夠回到比原本遇上觀鈴時更早時間發生邂逅所變成的；之後空便在往人不在的時以烏鴉的身份陪伴觀鈴，並一直到觀鈴逝世後才願意回到天空中。而在電影版本之中儘管空絕大部分都如一般的烏鴉一般，但是亦有人認為這提供一個開放式的解釋；其中在一幕中空便曾模仿觀鈴發出「尼哈哈……」的獨特笑聲並擺出「V」標誌，而給往人極大的刺激並馬上說服自己回到觀鈴身旁。

## 外部連結
- （日語） http://key.visualarts.gr.jp/product/air/character/（页面存档备份，存于）